# Camille Saint-Saëns
Charles-Camille Saint-Saëns (Paris, 9 de outubro de 1835 – Argel, 16 de dezembro de 1921) foi um compositor, organista, maestro e pianista francês da Era Romântica. Seus trabalhos mais conhecidos incluem Introdução e Rondo Caprichoso (1863), seu Segundo Concerto para Piano (1868), seu Primeiro Concerto para Violoncelo (1872), Dança Macabra (1874), a ópera Sansão e Dalila (1877), o Terceiro Concerto para Violino (1880), sua Terceira Sinfonia (1886) e O Carnaval dos Animais (1886).
Saint-Saëns foi um prodígio musical, fazendo sua estreia em concertos com apenas dez anos de idade. Ele estudou no Conservatório de Paris e seguiu uma carreira convencional de organista de igreja, primeiro em Saint-Merri e a partir de 1858 na La Madeleine, a igreja oficial do Segundo Império Francês. Tornou-se um pianista e compositor autônomo de sucesso ao deixar o cargo vinte anos depois, estando em demanda na Europa e na América do Norte.
Ele era cheio de entusiasmo quando jovem para as músicas mais modernas da sua época, particularmente de Robert Schumann, Franz Liszt e Richard Wagner, porém suas composições geralmente ficavam dentro das convenções clássicas tradicionais. Foi um acadêmico da história da música e permaneceu comprometido com as estruturas estabelecidas por compositores franceses anteriores. Isto fez com que entrasse em conflito no final de sua vida com compositores das escolas impressionista e dodecafonista; apesar de existirem elementos neoclássicos em sua música, antecipando trabalhos de Ígor Stravinski e Les Six, ele frequentemente era considerado um reacionário nas últimas décadas antes de sua morte.
Saint-Saëns ocupou apenas um único cargo de professor, na Escola de Música Clássica e Religiosa de Paris, porém o manteve por menos de cinco anos. Mesmo assim, este fato foi importante para o desenvolvimento da música francesa pelas décadas seguintes, pois dentre seus alunos estava Gabriel Fauré, e Maurice Ravel. Ambos os compositores foram bastante influenciados por Saint-Saëns, e o reverenciavam como um gênio da música.

## Vida e carreira

### Início de sua vida

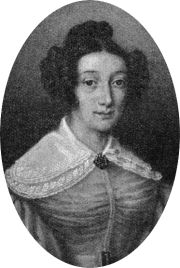
Retrato de Françoise Collin (1809-1888), mãe de Camille Saint-Saëns

Saint-Saëns nasceu em Paris, filho único de Jacques-Joseph-Victor Saint-Saëns (1798–1835), um funcionário do Ministério do Interior Francês, e sua esposa, Françoise-Clémence, sendo Collin seu nome quando solteira. Victor Saint-Saëns tinha uma ancestralidade da família Norman, e sua esposa da Haute-Marne, o filho deles nasceu na Rue du Jardinet no 6º arrondissement of Paris, e foi batizado na igreja Saint-Sulpice, e sempre se considerou um verdadeiro parisiense. 
Em menos de dois meses após o batismo, Victor Saint-Saëns morreu de tuberculose no seu primeiro aniversário de casamento. O jovem Camille foi levado para a cidade para tratar de sua saúde, e por dois anos viveu com uma enfermeira em Corbeil, 29 quilômetros do sul de Paris.
Quando Saint-Saëns foi trazido de volta a Paris, ele viveu com sua mãe e sua tia viúva, Charlotte Masson. Antes dos três anos ele mostrou uma perfeita afinação e adorava as músicas e sons vindos do piano. Sua tia-avó o ensinou o básico do pianismo, e por volta dos sete anos ele se tornou aluno de Camille-Marie Stamaty, um ex-aluno de Friedrich Kalkbrenner.
Stamaty ensinava seus estudantes a tocar enquanto apoiavam seus antebraços numa barra em frente ao teclado, de modo em que "todo poder do pianista saia das mãos e dedos mais do que dos braços", o qual Saint-Saëns descreveu mais tarde como um ótimo treinamento.
Clémence Saint-Saëns, tinha conhecimento do talento precoce do seu filho, mas não queria que ele se tornasse muito famoso enquanto criança. O crítico de música Harold C. Schonberg escreveu sobre Saint-Saëns em 1969, "Não se percebeu que era uma das crianças mais notáveis da história, incluindo também Mozart." O garoto dava ocasionalmente suas performances para pequenas plateias na idade de cinco, porém foi apenas aos dez que ele fez seu concerto oficial, no Salle Pleyel, numa programação que incluía o Concerto de piano em Si bemol maior de Mozart (K450), e o Terceiro Concerto de Piano de Beethoven. 
Através da influência de Stamaty, Saint-Saëns foi introduzido na composição do professor Pierre Maleden e o professor de órgão Alexandre Pierre François Boëly. Em pouco tempo ele adquiriu na sua vida uma história de amor com a música de Bach, que na época era pouco conhecido na França.

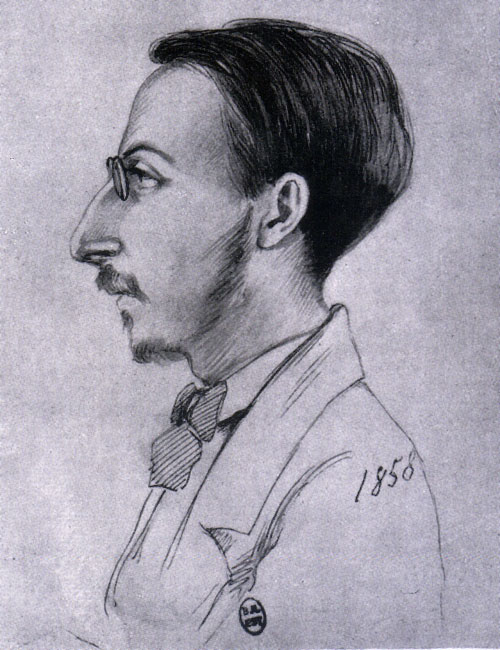
Saint-Saëns em 1858

Como um colegial Saint-Saëns foi excelente em muitos assuntos. Além de seu talento musical, ele distinguiu-se no estudo da literatura francesa, mitologia grega e romana e matemática. Seus entusiasmos incluem filosofia, arqueologia e astronomia, dos quais, especialmente a última, ele permaneceu como um amador talentoso mais tarde na vida.
Em 1848, aos 13 anos, Saint-Saëns foi aceito no Paris Conservatoire, a mais importante academia de música da França. O diretor, Daniel Auber, sucedeu Luigi Cherubini em 1842, e implantou um regime mais descontraído que o seu predecessor, porém o currículo da escola permaneceu conservador. Estudantes, até os mais notáveis pianistas como Saint-Saëns, foram encorajados a se especializar em estudos de órgão, pois a carreira como organista de igreja oferecia mais oportunidades que um pianista solo. Seu professor de órgão foi François Benoist, quem Saint-Saëns considerava um medíocre organista porém um professor de alto nível. Seus alunos incluíam Adolphe Adam, César Franck, Charles Alkan, Louis Lefébure-Wély e Georges Bizet.
Em 1851 Saint-Saëns ganhou o prêmio máximo do Conservatório para organistas, e no mesmo ano ele começou estudos formais de composição. Seu professor era bastante íntimo de Cherubini e Fromental Halévy, cujos alunos incluem Charles Gounod e Bizet.
Dentre as composições como estudante de Saint-Saëns estão uma sinfonia em Lá Maior (1850) e uma peça de coral, e Les Djinns (1850), para um poema de Victor Hugo. Ele competiu para premier musical da França, o Prix de Rome, em 1852, mas não obteve sucesso. Daniel Auber acreditava que o prêmio deveria ter ido para Saint-Saëns, considerando-se que ele era mais promissor que o vencedor, Léonce Cohen, que fez uma pequena marca durante sua carreira.
No mesmo ano, Saint-Saëns teve grande sucesso em uma competição organizada pela Société Sainte-Cécile, Paris, com a Ode à Sainte-Cécile, para os quais os juízes votaram nele por unanimidade, conquistando o seu primeiro prêmio. A primeira peça do compositor a ser reconhecida como uma obra madura foi a Trois Morceaux para harmônio (1852).

### Início da carreira musical
Ao deixar o Conservatório em 1853, Saint-Saëns aceitou o cargo de organista na antiga Igreja parisiense de Saint-Merri perto do Hôtel de Ville. A paróquia foi significativa, com 26 mil paroquianos; em um ano típico, havia mais de duas centenas de casamentos. Os honorários como organista, juntamente com as taxas para funerais e seu salário básico modesto, deu a Saint-Saëns uma renda confortável. O órgão, obra de François-Henri Clicquot , tinha sido muito danificado na sequência da Revolução Francesa e imperfeitamente restaurado. O instrumento estava adequado para os serviços da igreja, mas não para os recitais ambiciosos que muitas Igrejas parisienses de alto nível ofereciam.
Com tempo livre suficiente para prosseguir a sua carreira como pianista e compositor, Saint-Saëns compôs o que se tornou seu Opus 2, o Sinfonia em Mi bemol (1853). Este trabalho possuía fanfarras militares, seções de metais e percussão aumentada, as quais conseguiram captar o estado de espírito da época, na sequência do levantamento popular ao poder de Napoleão III e a restauração do Império Francês. O trabalho trouxe ao compositor outro primeiro premio do Société Sainte-Cécile.
Músicos reconhecidos, como Gioachino Rossini, Hector Berlioz, Franz Liszt e Pauline Viardot, perceberam rapidamente o talento de Saint-Saëns, encorajando-o a continuar sua carreira. No início de 1858, Saint-Saëns se transferiu de Saint-Merri para um cargo de alto nível da La Madeleine, a igreja oficial do Império; Liszt ouviu-o tocando, e o consagrou o melhor organista do mundo.
Apesar de possuir uma reputação por declarações conservadoras sobre música, nos anos 1850 Saint-Saëns apoiou e promoveu o estilo modernista de Richard Wagner, contudo, não sofreu influências pelo mesmo nas suas próprias composições.

### Década de 1860: ensinando e ganhando fama
Em 1861, Saint-Saëns aceitou seu único cargo de professor, na École de Musique Classique et Religieuse (Escola de Música Clássica e Religiosa), Paris, na qual Louis Niedermeyer estabeleceu em 1853 para treinar regentes de corais e organistas de alto nível para as igrejas francesas. O próprio Niedermeyer era professor de piano, até março de 1861, quando morreu de causas naturais, e Saint-Saëns foi nomeado para gerir os estudos de piano. Ele chocou seus colegas mais austeros ao introduzir aos seus alunos música de compositores de sua época, incluindo Schumann, Liszt e Wagner. Seu mais conhecido aluno, Gabriel Fauré declarou, já idoso: 
"Ao término das lições, ele ia ao piano e nos revelava os trabalhos de mestres, cujas obras nos eram distanciadas, por conta da natureza clássica do programa de estudo da escola, e que em todos esses anos de estudo mal-mente conhecíamos. Eu tinha 15 ou 16 anos, e nesta época marca um apego filial... a imensa admiração, a gratitude incessante que eu tenho por ele, no decorrer da minha vida.
Saint-Saëns logo conquistou a admiração da academia ao escrever e compor uma música incidental para uma Farsa de um ato, realizada pelos estudantes (incluindo André Messager). Ele concebeu seu mais conhecido trabalho, O Carnaval dos Animais, com seus estudantes em mente, mas não terminou sua composição até 1886, mais de 20 anos depois de ter deixado a escola Niedermeyer.
Em 1864, Saint-Saëns surpreendeu a todos ao competir por uma segunda vez ao Prix de Roma. Muitos círculos musicais estavam intrigados por sua decisão de entrar na competição novamente, pois ele já possuia uma reputação estabelecida como solista e compositor. Ele foi, mais uma vez, mal-sucedido. Um dos juízes, Berlioz, escreveu:
No outro dia, demos o Prix de Roma a um jovem rapaz que não esperava ganhar e que quase enlouqueceu de alegria. Esperávamos que o prêmio fosse para Camille Saint-Saëns, que possuia uma noção estranha de competição. Confesso que lamentei meu voto contra um homem que é verdadeiramente um grande artista e que já é bem conhecido, praticamente uma celebridade. Mas o outro rapaz, que ainda é um estudante, tem esse fogo interior, inspiração, ele sente, ele pode fazer coisas que não podem ser aprendidas e o resto ele aprenderá mais ou menos. Então, votei por ele, suspirando ao pensar na infelicidade que esta derrota causará em Saint-Saëns. Mas, independente de qualquer coisa, é preciso ser honesto.
Segundo o erudito musical Jean Gallois, foi em referência a este episódio que Berlioz fez seu conhecido comentário sobre Saint-Saëns: "Ele sabe tudo, mas carece de inexperiência" ("Il sait tout, mais il manque d'inexpérience" ). O vencedor, Victor Sieg, não teve uma carreira mais notável do que a do vencedor de 1852, mas o biógrafo de Saint-Saëns, Brian Rees, especula que os juízes podem "ter buscado sinais de gênio no meio da tentativa de esforço e erro, e considerou que Saint-Saëns já havia alcançado seu ápice de proficiência ". A sugestão de que Saint-Saëns era mais proficiente do que inspirado persistiu durante sua carreira e sua reputação póstuma. Ele mesmo escreveu: "A arte se destina a criar beleza e caráter. O sentimento só vem depois e a arte pode muito bem passar sem ele. Na verdade, é muito melhor quando isso acontece." A biógrafa Jessica Duchen escreve que ele era "um homem perturbado que preferia não trair o lado escuro de sua alma". O crítico e compositor Jeremy Nicholas observa que essa reticência levou muitos a subestimar sua música; ele cita observações desdenhosas como "Saint-Saëns é o único grande compositor que não era um gênio" e "Música ruim bem escrita".
Enquanto lecionava em Niedermeyer, Saint-Saëns dedicou menos energia à composição e performance, mas depois que deixou a escola, em 1865, perseguiu ambos os aspectos de sua carreira com vigor. Em 1867, sua cantata Les noces de Prométhée venceu mais de uma centena de outros competidores para ganhar o prêmio de composição da Grande Fête Internationale em Paris, pelo qual o júri também incluiu Auber, Berlioz, Gounod, Rossini e Giuseppe Verdi. Em 1868 estreou a primeira de suas obras orquestrais a ganhar um lugar permanente no repertório, seu Segundo Concerto para Piano. Tocando esta e outras obras, tornou-se figura notável na vida musical de Paris e de outras cidades da França e do exterior durante a década de 1860.

### Década de 1870: Guerra, casamento, e sucesso operístico
Em 1870, preocupado com a dominância da música alemã, e a falta de oportunidades para que os jovens compositores franceses tivessem suas obras tocadas, Saint-Saëns e Romain Bussine, professor de canto no Conservatório, discutiam a fundação de uma sociedade para promover novas músicas francesas. Antes que eles pudessem colocar em prática, a Guerra Franco-Prussiana começou. Saint-Saëns serviu à Guarda Nacional durante a guerra. Durante a breve, porém sangrenta, Comuna de París que se seguiu, sua superiora Abbé Deguerry foi morta por rebeldes. Saint-Saëns teve sorte ao escapar para um exílio temporário na Inglaterra, onde chegou em maio de 1871. Com a ajuda de George Grove e outros, sustentou-se financeiramente dando recitais. Ao retornar para Paris, no mesmo ano, descobriu que sentimentos antigermânicos aumentaram consideravelmente o suporte à ideia de uma sociedade em prol da música francesa. A Sociedade Nacional de Música, com seu jargão, "Ars Gallica", foi estabelecida em fevereiro de 1871, com Bussine como presidente, Saint-Saëns como vice-presidente, com Henri Duparc, Fauré, Frank e Jules Massenete entre os membros fundadores.